# Thompsonella
Thompsonella Britton & Rose – rodzaj roślin należący do rodziny gruboszowatych (Crassulaceae DC. in Lam. & DC.). Obejmuje co najmniej 7 gatunków występujących naturalnie w Meksyku.

## Systematyka
Pozycja systematyczna według Angiosperm Phylogeny Website (aktualizowany system APG III z 2009)
Rodzaj ten należy do podrodziny Sedoideae, rodziny gruboszowatych Crassulaceae DC. in Lam. & DC., do rzędu skalnicowców (Saxifragales Dumort.) i wraz z nim do okrytonasiennych. 
Pozycja systematyczna według systemu Reveala (1993-1999)
Gromada okrytonasienne (Magnoliophyta Cronquist), podgromada Magnoliophytina Frohne & U. Jensen ex Reveal, klasa Rosopsida Batsch, podklasa różowe (Rosidae Takht.), nadrząd Saxifraganae Reveala, rząd skalnicowce (Saxifragales Dumort.), rodzina gruboszowate (Crassulaceae DC. in Lam. & DC.), podrodzina Sedoideae, plemię Sedeae
Wykaz gatunków
- Thompsonella colliculosa Moran
- Thompsonella garcia-mendozae P. Carrillo & Pérez-Calix
- Thompsonella minutiflora (Rose) Britton & Rose
- Thompsonella mixtecana J. Reyes & L.G.Lopez
- Thompsonella platyphylla Rose
- Thompsonella spathulata Kimnach
- Thompsonella xochipalensis Gual, S. Peralta & Pérez-Calix